# António Carvalho Braga
António Carvalho Braga (Santo Espírito, Vila do Porto, 1 de janeiro de 1885 — Água de Pau, 2 de agosto de 1967) foi um oficial do Exército Português que se destacou no campo do jornalismo, da escrita e do publicismo. Utilizando frequentemente o pseudónimo João das Ilhas, dirigiu e publicou vários periódicos de tendência republicana, na sua maioria na cidade de Angra do Heroísmo, onde viveu.

## Biografia
Oriundo de uma família humilde, abraçou a carreira militar. Iniciou o percurso como soldado raso, atingindo o posto de tenente em 1922.
A sua carreira foi interrompida por ter participado, em 1931, da Revolta das Ilhas. Na ocasião encontrava-se de serviço em São Miguel, tendo se entrincheirado com alguns soldados no Forte de São Brás de Ponta Delgada, e sendo o último oficial a render-se às tropas do Governo, fazendo-o apenas perante a evidência dos factos e para evitar derramamento de sangue. Por seus atos, esteve saneado durante vinte anos.
Colaborou nos periódicos Diário de Angra e A União, e dirigiu os A Pátria (1925), Jornal das Ilhas (1926-1927) e Os Bandalhos (1926). Assinou a maioria dos seus artigos sob o pseudónimo de "João das Ilhas".
A vertente social da sua intervenção como cidadão ficou patente não apenas nos textos publicados, defendendo os mais desfavorecidos, como também na criação do Albergue Noturno (1921), e na da Instituição de Beneficência Açoriana (1923).
Sustentava que estas instituições assistenciais deviam conservar-se independentes da Igreja Católica, o que fez com que entrasse em polémica com aquela instituição, tendo declarado:
"A caridade não conhece políticas nem religiões, só trata de averiguar onde existe a miséria, e auxilia os desgraçados."
Foi membro da Maçonaria, da Loja Silêncio e Acção, cujos obreiros foram apanhados pela polícia, em plena reunião, em São Miguel (1933). Pertenceu ainda à Loja 8 de Abril, em Angra do Heroísmo, cujos integrantes eram, na sua maioria, saneados na sequência da Revolta dos Deportados.